# توماس بي. شيريدان
توماس بي. شيريدان (بالإنجليزية: Thomas B. Sheridan)‏ هو مهندس أمريكي، ولد في 23 ديسمبر 1929.